# 凯瑟琳·奥本海默
凱瑟琳·「基蒂」·奧本海默（Katherine "Kitty" Oppenheimer，婚前姓氏為普寧（Puening）；1910年8月8日—1972年10月27日）是一名德裔美國生物學家、植物學家，也是美國共產黨的成員。她是社會運動家喬·達萊特（Joe Dallet）的普通法妻子，之後成為物理學家罗伯特·奥本海默的妻子，奥本海默是第二次世界大战期間曼哈顿计划洛斯阿拉莫斯實驗室的主管。

## 生平

### 早年
凱瑟琳·「基蒂」·維塞林·普寧於1910年8月8日出生在德意志帝國普魯士威斯特法倫省的雷克灵豪森。她是弗朗茨·普寧（Franz Puening）和凱特·維塞林（Käthe Vissering）的獨生女。雖然她聲稱她的父親是一位王子，母親與維多利亞女王有關，但這並不是真實的。事實上，普寧的母親是威廉·凱特爾的表親，後者在第二次世界大戰期間成為納粹德國陸軍的元帥，並於1946年被絞刑處決。
1913年5月14日，普寧隨家人乘坐凱撒·威廉大帝號來到美國。由於她的父親是一名冶金工程師，發明了一種新型高爐，因而在匹茲堡的一家鋼鐵公司找到了工作，普寧的家人定居在賓夕法尼亞州阿斯賓沃爾附近的一個郊區。儘管她的第一語言是德語，但她很快就能流利地說英語，並且兩種語言都沒有口音。她的父母經常帶她在夏季回到德國旅行。
1928年6月，普寧從阿斯賓沃爾高中畢業後，進入匹茲堡大學就讀。她修讀了數學、生物學和化學等大一課程，並在家裡住宿。她的父親在科普斯公司工作，並持有高爐設計的專利。普寧說服父母讓她去德國學習，於是在1930年3月前往歐洲。她在巴黎認識了一名美國人法蘭克·拉姆賽爾，後者在娜迪亚·布朗热的指導下學習音樂，然後於5月19日返回美國。
完成了第一年的學位課程後，普寧於1932年12月24日與拉姆賽爾結婚，在匹茲堡的太平紳士處舉行婚禮。兩人搬到哈佛大学附近的一個公寓，拉姆賽爾希望在那裡攻讀碩士學位。1933年1月，普寧重新報名就讀匹茲堡大學，並回到阿斯賓沃爾的家中居住。1933年6月，普寧與丈夫一起再次前往歐洲。然而，回國後他註冊威斯康星大学麦迪逊分校，並沒有完成任何課程的記錄。1933年12月20日，普寧在威斯康辛州高級法院宣告婚姻無效。她後來告訴朋友她發現了拉姆賽爾同性戀和吸毒成癮的證據，為此還進行了墮胎手術。

### 共產主義
在1934年的新年派對上，普寧遇到了來自紐約長島的富商之子小約瑟夫·達萊特。他曾就讀於達特茅斯學院，但在1927年發生的薩柯-梵則蒂案後，他變得激進，並於1929年加入美國共產黨。他還參與了1930年3月6日在芝加哥舉行的國際失業日抗議活動，該活動遭到當局的殘酷鎮壓。在他們相遇時，他正在俄亥俄州楊斯敦擔任鋼鐵工人的工會組織者，並曾在共產黨的選舉名單上競選楊斯敦市長，但未當選。
此時，普寧的父母已搬到倫敦西南部的克萊蓋特，他的父親代表一家總部位於芝加哥的公司在當地經商。在1934年8月3日從歐洲探親回到美國後，普寧搬到達萊特那裡成為他的普通法妻子。他們兩人住在一個每月5美元的破舊寄宿所房間裡。另外，當時格斯·霍尔和約翰·蓋茨也住在同一層樓。他們平時靠救濟金生活，每人每月得到12.5美元。作為一名黨員的妻子，普寧被也允許加入共產黨，但必須通過在街上兜售《每日工人報》來證明她的忠誠。每週她要交納10美分的黨費。
1936年6月，他們分開了，普寧回到克萊蓋特與父母住在一起，並在那裡擔任德語及英語的翻譯工作。在這段時間普寧並未收到達萊特的消息，直到他發現他的母親一直隱藏著達萊特寄給他的信件。根據普寧的朋友安妮·威爾遜的回憶道：「他是一個真正的惡龍，一位非常壓抑的女人。有一天，他在一艘橫越大西洋的船上突然消失了，而且沒有人想念他。這一切都說明了她的本性。」
達萊特最後一封信中寫著，他目前正在乘坐瑪麗皇后號前往西班牙，加入在西班牙內戰中作戰的国际纵队。普寧與達萊特和他最好的朋友史蒂夫·納爾遜在舍嫩堡相相聚，並一起前往巴黎。在巴黎逗留了幾天後，普寧返回倫敦，而達萊特和納爾遜則向南走，越過邊境進入西班牙，加入了由美國和加拿大志願者組成的麥肯齊-帕皮諾營部隊。
普寧希望能夠加入達萊特在西班牙的行列，最終獲得了許可。然而，她前往西班牙的行程因為1937年8月26日的一次手術而延遲，當初被誤認為是闌尾炎，但後來確定是卵巢囊腫，這些囊腫在被德國醫生切除後，普寧只能返回英國休養。在她出發前往西班牙之前，她得知達萊特於1937年10月17日戰死的消息。他給普寧的信後來於1938年被出版成《西班牙信》（Letters from Spain by Joe Dallet, American Volunteer, to his Wife）。
普寧前往巴黎會見納爾遜，他於1937年8月受傷，然後兩人一起回到紐約，普寧住在納爾遜和他的妻子瑪格麗特在布魯克林的家中兩個月。然後前往費城見她的朋友齊爾瑪·貝克，貝克在賓夕法尼亞大學的癌症研究所工作。普寧則在賓夕法尼亞大學註冊學習，並在那裡遇到一名擁有牛津大學學位的醫生和醫學研究員理查德·斯圖爾特·哈里森（Richard Harrison），他當時正在完成於美國的實習。最終兩人於1938年11月23日結婚。

### 與奧本海默的情史
哈瑞森後來前往加利福尼亚州帕薩迪納的加州理工學院進行住院醫師培訓，而普寧則留在費城完成了賓夕法尼亞大學的植物學學士學位，並獲得了加利福尼亚大学洛杉矶分校的研究獎學金。1939年6月，凱瑟琳和哈瑞森搬到帕薩迪納，凱瑟琳成為加利福尼亞大學洛杉磯分校的研究生，在加州理工學院，她與物理學家查爾斯·勞里森合作。當時加州理工學院的X射線實驗室同時用於物理學研究和實驗性的癌症治療研究。
1939年8月，勞里森和他的妻子西格莉德舉辦了一個花園派對，基蒂在那裡遇見了羅伯特·奧本海默。。不久之後，他們開始發展一段浪漫的關係。常一起搭乘轎車出現在城裡。自從與長期女友瓊·塔特洛克分手後，歐本海默曾與幾位女性約會，其中一些人已婚，包括基蒂·哈瑞森。在聖誕節期間，基蒂曾自前往柏克萊與歐本海默共度時光。他的朋友哈肯·雪瓦利耶在一場晚宴上與基蒂相識，這場晚宴是為歐本海默的前女友鋼琴家艾絲特爾·簡（Estelle Caen）舉辦的。
歐本海默邀請哈瑞森和基蒂一起度假到他在新墨西哥州的農場佩羅卡連特牧場。由於哈瑞森忙於研究，婉拒了邀請，但基蒂接受了。罗伯特·瑟伯尔和他的妻子夏洛特·瑟伯爾在帕薩迪納接走了基蒂，然後他們一起前往牧場與歐本海默、他的兄弟法蘭克·奧本海默和他的妻子傑基會面。1938年，塞伯一家曾在費城的夏洛特父母家與基蒂會見過。
歐本海默喜歡騎馬穿越桑格雷克里斯托山脉的松樹和樺樹森林和花卉，並且只攜帶極少的食物和裝備露營。基蒂的騎馬能力給他留下深刻的印象；他們還一起騎馬去洛斯巴諾斯與他的朋友凱蒂·佩奇（Katy Page）見面，並在新墨西哥州住了一晚。第二天，佩奇騎著他的栗色馬回到牧場，歸還基蒂留在歐本海默枕頭下的睡袍。
後來，基蒂向安妮·威爾遜透露他懷了羅伯特的孩子，於是她提出與哈瑞森離婚的要求，但哈瑞森未答應。1940年9月，歐本海默打電話給哈瑞森，告訴他這個喜訊，他們一致認為最好的辦法是讓基蒂離婚，這樣她就可以嫁給羅伯特。不久之後，歐本海默與納爾遜一同登台為西班牙內戰難民籌款，並向他透露自己已與基蒂訂婚的消息。當時納爾遜的妻子也懷孕了，納爾遜夫妻後來在1940年11月生下女兒達萊特，這個名字是紀念基蒂的前情人達萊特。
為了辦理即時離婚，基蒂搬到內華達州雷諾待了六個星期以符合該州的居住要求。離婚程序於1940年11月1日正式完成，隔天，基蒂和歐本海默在內華達州弗吉尼亞城舉行了民事婚禮，法院的清潔工和書記作為證人。

### 曼哈頓計劃
基蒂在1941年5月生下兩人的第一個兒子彼得（Peter），那時奧本海默正在加州理工學院進行常規課程。當他們回到柏克萊時，他在一鷹山買了一間可以俯瞰金门大桥的新房子。基蒂在加利福尼亞大學擔任實驗室助理。他們把彼得托付給雪瓦利耶和一位德國保姆照顧，然後前往佩羅卡連特牧場過暑假。但此次度假之旅不如人意，奧本海默被馬踩傷，而基蒂在他們的凱迪拉克敞篷車中遭遇事故受傷。1941年12月，美國參與第二次世界大戰，奧本海默開始參與曼哈頓計畫並招募人員。其中，瑟伯尔家族是最早參與的一組，他們搬進了位於一鷹山車庫上方的公寓。
1943年3月16日，奧本海默夫妻倆搭火車前往新墨西哥州的聖塔菲。當月底，他們搬到新墨西哥州洛斯阿拉莫斯，住進曾經是洛斯阿拉莫斯牧場學校的建築中。這個地區被居民稱為「小山」（the Hill），而曼哈頓計畫稱之為地點Y。奧本海默成為Y計畫的主管。基蒂不再擔任指揮官妻子的角色，此職位由羅伯特的副官、海軍上校威廉·S·帕森斯的妻子瑪莎·帕森斯接手。基蒂則利用自己的生物學知識，在洛斯阿拉莫斯的健康小組中協助主管路易斯·亨佩爾曼進行血液測試，評估輻射的危險性。
1944年，基蒂再次懷孕。並於12月7日在新墨西哥州羅沙拉摩斯生下一個女兒凱瑟琳（Katherine）。但平時大家都叫她小名托妮（Toni）。和其他戰時出生在洛斯阿拉莫斯的嬰兒一樣，托妮的出生證明上將出生地點寫成P.O. Box 1663。1945年4月，基蒂因為洛斯阿拉莫斯陷入孤立而感到沮喪，他將托妮交給物理學家拉比·謝爾的妻子帕特·謝爾照顧；在此前，帕特一家的兒子邁克爾因嬰兒猝死症而逝世，基蒂隨後帶著彼得回到賓夕法尼亞州的伯利恒與她的父母生活。然後在1945年7月回到洛斯阿拉莫斯。

## 晚年及逝世
1945年8月戰爭結束後，歐本海默成為名人，而基蒂則陷入酗酒的困境。她因多次骨折需要治療，原因是她常因醉酒跌倒或發生車禍。同年11月，歐本海默離開洛斯阿拉莫斯回到加州理工學院但他很快便發現自己已無心教學。1947年，他應劉易斯·斯特勞斯的邀請到新澤西州擔任普林斯頓高等研究院院長，這份工作提供免租住宿，一座有十間臥室的17世紀莊園，四周被265英畝（約107公頃）的森林所環繞。
歐本海默為基蒂建了一座溫室，她在那裡種植蘭花；為了基蒂的生日，歐本海默甚至從夏威夷群島運來稀有品種。這座莊園有時被稱為「波旁莊園」，因為基蒂和羅伯特喜歡保持酒櫃充足，並喜歡像他們那一代人一樣，在雞尾酒時間享用馬提尼酒、曼哈頓酒、老時代酒和高球酒。兩人還喜歡吸菸，但基蒂因長時間床上吸菸過多，加上飲酒，導致她的床上有許多洞，甚至引發過一次火災。她有時還會過量服用藥物，並因胰腺炎而遭受腹痛。這些疼痛經常引發她的暴躁和怒火。
1952年，托妮感染小兒麻痺，醫生建議前往更溫暖的氣候可能有助於她的康復。歐本海默一家因而前往加勒比海租了一艘72英尺（22）的大帆船度假。而夫妻兩人也因而發現對帆船的共同愛好，托妮也很快康復了。自從1954年起，歐本海默一家每年都在美屬處女群島的聖約翰島上居住數月。最終在那裡建立了一所海濱別墅。
1967年1月6日，羅伯特被診斷出患有無法進行手術治療的癌症，在同年2月18日過世。基蒂將他的遺體火化後，骨灰裝入甕中帶到聖約翰島，在海灘小屋前扔進海中。之後，基蒂和羅伯特·瑟伯爾開始一段新的關係，早先瑟伯爾的妻子夏洛特則在1967年5月自殺。基蒂說服他買下一艘52英尺（16）的尖頂艇，在從紐約到格林納達的航行中，兩人共同展開了新的航程。
1972年，基蒂因生病被送往戈加斯醫院治療，並在1972年10月27日因肺栓塞去世。瑟伯爾和托妮將他的遺體火化，並將其骨灰撒在大海。

## 外部連結
- Katherine Oppenheimer FBI file （页面存档备份，存于）
- Letters from Spain by Joe Dallet, American Volunteer, to his Wife